# Alberto Dainese
Alberto Dainese (Abano Terme, 25 de marzo de 1998) es un deportista italiano que compite en ciclismo en la modalidad de ruta.
Ganó una medalla de oro en el Campeonato Europeo de Ciclismo en Ruta de 2019, en la prueba de ruta sub-23. Además, obtuvo la victoria en dos etapas del Giro de Italia (2022 y 2023) y una victoria en la Vuelta a España de 2023.

## Medallero internacional
| Campeonato Europeo | Campeonato Europeo     | Campeonato Europeo | Campeonato Europeo |
| Año                | Lugar                  | Medalla            | Competición        |
| ------------------ | ---------------------- | ------------------ | ------------------ |
| 2019               | Alkmaar (Países Bajos) | Medalla de oro     | Ruta sub-23        |

## Palmarés
2018
- Trofeo Ciudad de San Vendemiano
- 1 etapa del Giro Ciclistico d'Italia
- 1 etapa del Giro del Friuli Venezia Giulia

2019
- 1 etapa del Tour de Normandía
- 3 etapas del Tour de Bretaña
- Entre Brenne y Montmorillonnais
- Campeonato Europeo en Ruta sub-23
- 1 etapa del Tour de la República Checa

2020
- 1 etapa del Herald Sun Tour

2022
- 1 etapa del Giro de Italia

2023
- 1 etapa del Giro de Italia
- 1 etapa de la Arctic Race de Noruega
- 1 etapa de la Vuelta a España

2024
- 1 etapa del Tour de la Región de los Países del Loira

## Resultados en Grandes Vueltas
| Carrera | Carrera         | 2019 | 2020 | 2021  | 2022  | 2023  | 2024  | 2025  |
| ------- | --------------- | ---- | ---- | ----- | ----- | ----- | ----- | ----- |
|         | Giro de Italia  | —    | —    | —     | 122.º | 124.º | 116.º | —     |
|         | Tour de Francia | —    | —    | —     | 99.º  | —     | —     | 119.º |
|         | Vuelta a España | —    | —    | 129.º | —     | 144.º | —     | —     |

| —: No participó | Ab: Abandono |

## Equipos
- SEG Racing Academy (09.2018-2019)
- Sunweb/DSM (2020-2023)
  - Team Sunweb (2020)
  - Team DSM (2021-2023)
  - Team dsm-firmenich (2023)
- Tudor Pro Cycling Team (2024-)